# أغسطس يونغ (شاعر)
أغسطس يونغ (بالإنجليزية: Augustus Young)‏ هو مؤلف وكاتب وشاعر أيرلندي، ولد في 1943 في كورك في جمهورية أيرلندا.